# Ярославка (Житомирская область)
Ярославка (укр. Ярославка) — село на Украине, основано в 1605 году, находится в Ружинском районе Житомирской области.
Код КОАТУУ — 1825284202. Население по переписи 2001 года составляет 269 человек. Почтовый индекс — 13624. Телефонный код — 4138. Занимает площадь 1,587 км².

## Адрес местного совета
13623, Житомирская область, Ружинский р-н, с.Крыловка, ул.Советская, 1